# Drosophila dunni (artundergrupp)
Drosophila dunni är en artundergrupp inom släktet Drosophila, undersläktet Drosophila och artgruppen Drosophila cardini. Artundergruppen består av sju arter.

## Arter inom artgruppen
- Drosophila antillea
- Drosophila arawakana
- Drosophila belladunni
- Drosophila caribiana
- Drosophila dunni
- Drosophila similis
- Drosophila nigrodunni